# Joseph Leitkrath
Joseph Leitkrath (* 26. Februar 1738 in Eggenthal; † 18. April 1811 in Donauwörth) war ein schwäbischer Maler und Freskant des Rokoko.

## Leben
Joseph Leitkrath ließ sich nach seiner Ausbildung in Buchloe und Augsburg 1765 in Donauwörth nieder. Dort heiratete er am 27. Oktober 1765 Anna Maria Krennerin, die Witwe eines Malers. Durch diese Heirat wurde er Meister und Bürger der Stadt. Er erhielt u. a. Aufträge für die Pfarrkirche St. Mauritius in Emskeim, die Pfarrkirche St. Martin in Mertingen und die Pfarrkirche St. Peter und Paul in Dillishausen. Außerdem war Joseph Leitkrath im Raum Schwabmünchen und im heutigen Landkreis Neuburg-Schrobenhausen tätig.

## Werke (Auswahl)
- um 1760: Katholische Filialkirche St. Margareta in Eggelstetten, Fresken[6]
- 1770: St. Martin in Mörslingen, Altarblätter des Hochaltars und der Seitenaltäre
- um 1770: Pfarrkirche St. Peter in Tapfheim, Ölgemälde auf Leinwand (Maria mit ihren Eltern Anna und Joachim)
- 1773: Katholische Filialkirche St. Oswald in Oberglauheim, Deckenbilder
- 1776: Pfarrkirche St. Nikolaus in Oberndorf am Lech, Decken- und Wandfresken
- Um 1780: Antoniuskapelle auf dem Antoniberg bei Stepperg, Deckenbilder und Fresken
- 1782: Pfarrkirche St. Martin in Mörslingen, Wand- und Deckenfresken
- 1782: Pfarrkirche St. Michael in Lutzingen, Emporenbilder
- 1799: Pfarrkirche St. Pankratius in Unterhausen, Ausmalung von Chor und Langhaus
- 1800: Pfarrkirche St. Martin in Mertingen, Hochaltarbilder

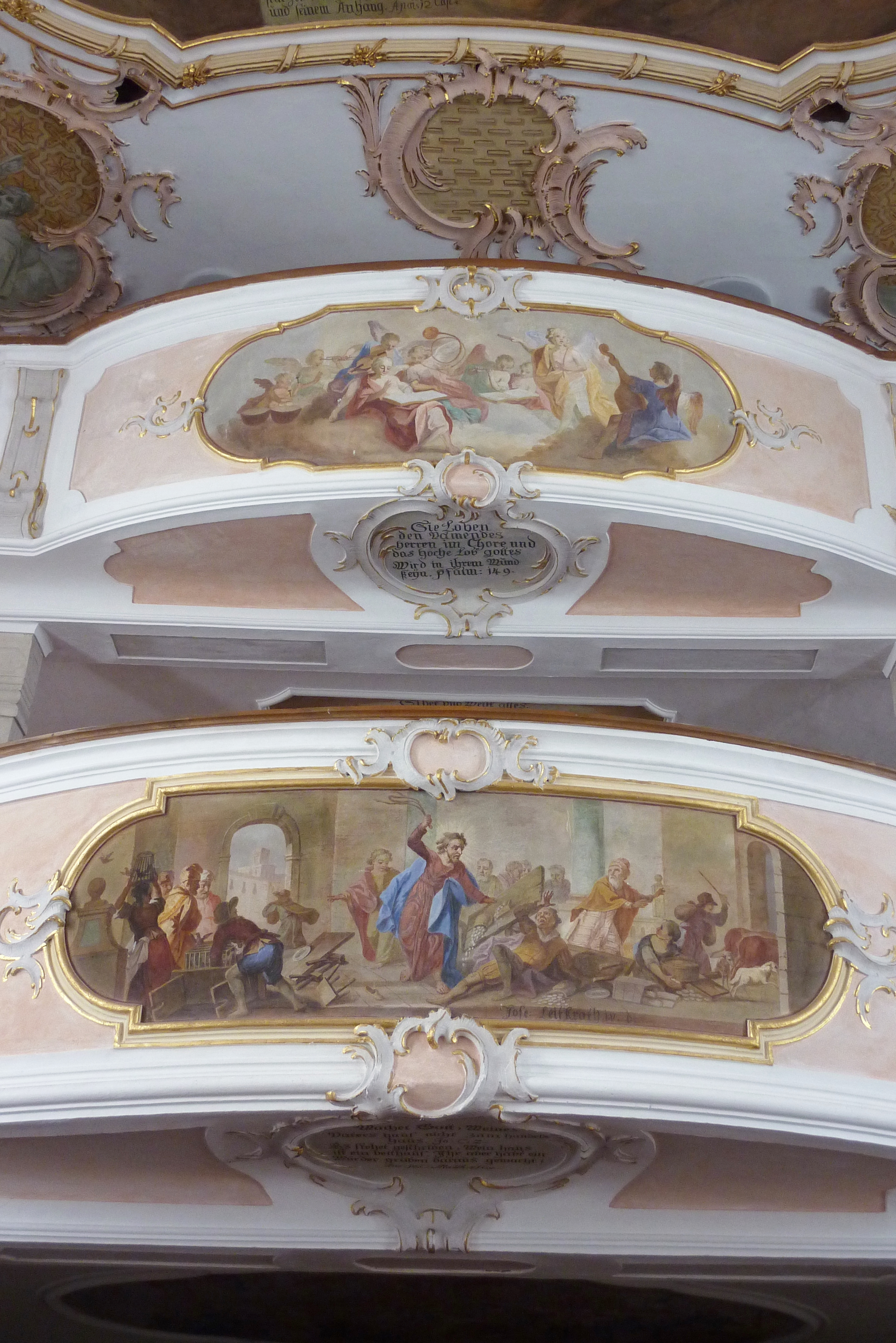
Pfarrkirche St. Michael in Lutzingen
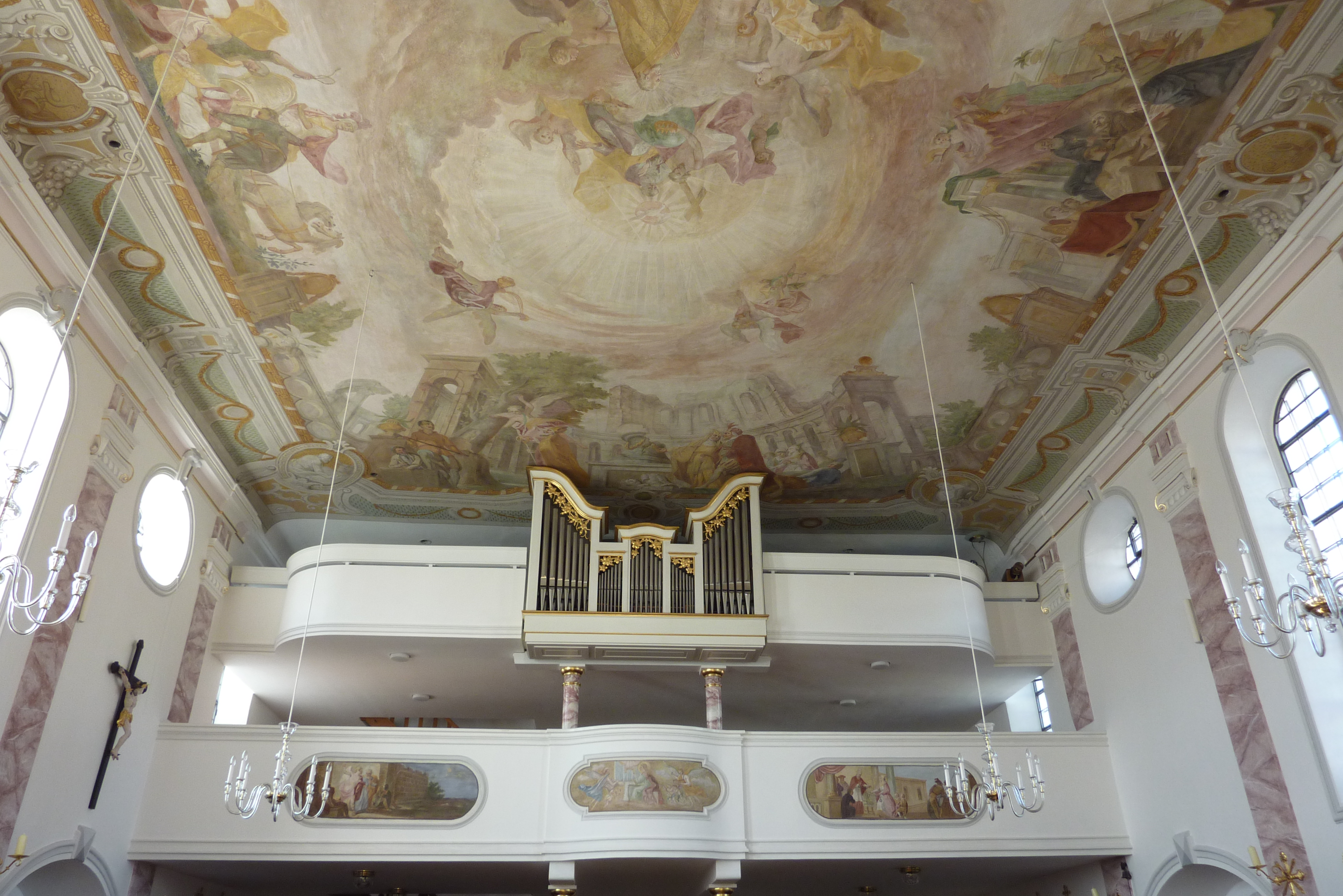
Pfarrkirche St. Martin in Mörslingen
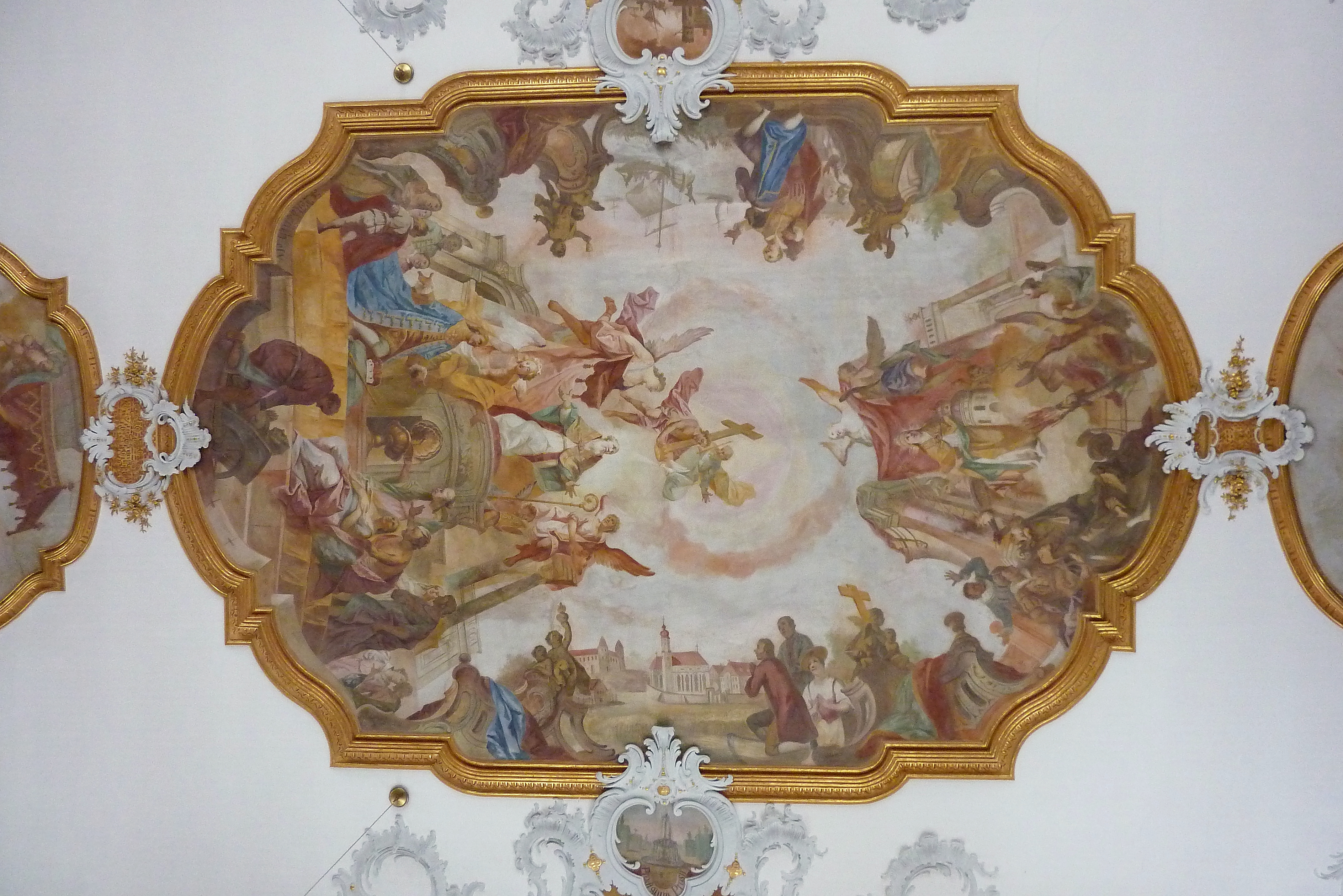
Pfarrkirche St. Nikolaus in Oberndorf am Lech
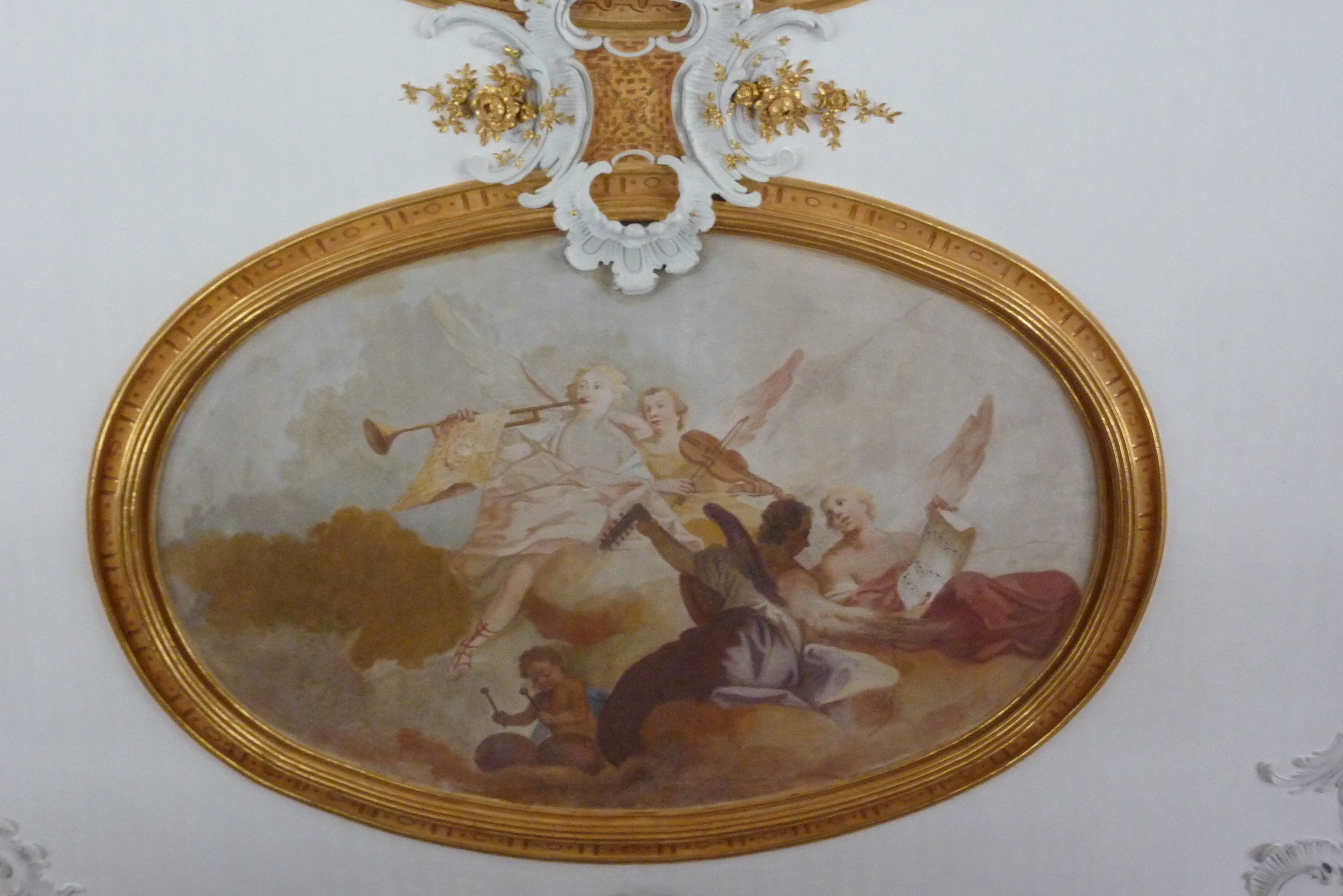
Pfarrkirche St. Nikolaus in Oberndorf am Lech
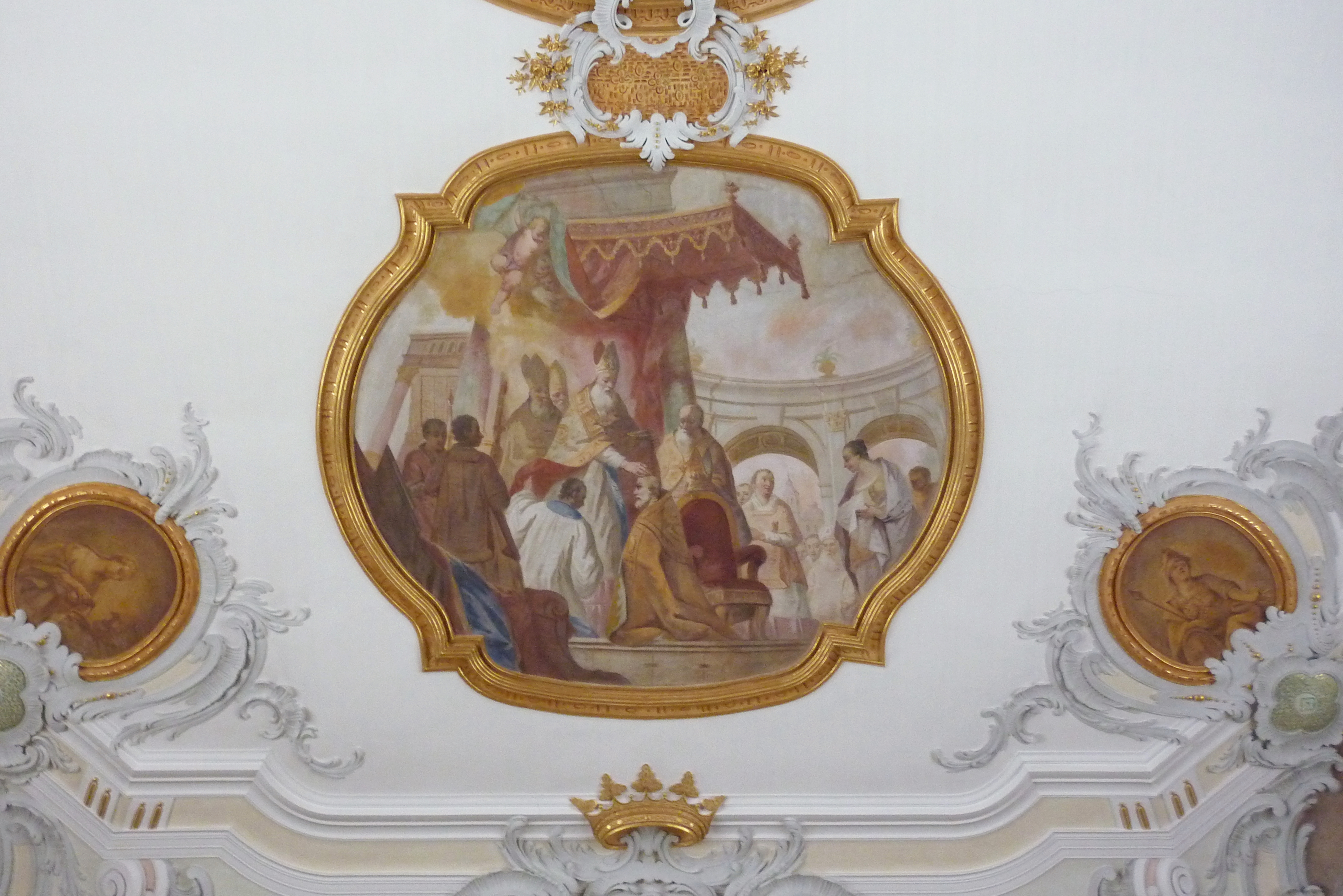
Pfarrkirche St. Nikolaus in Oberndorf am Lech